# Northwest Angle
Der Northwest Angle („Nordwestwinkel“), amtlich Angle Township, von Einheimischen auch kurz als The Angle bezeichnet, ist der nördlichste Teil des Lake of the Woods County im US-Bundesstaat Minnesota. Das U.S. Census Bureau hat bei der Volkszählung 2020 eine Einwohnerzahl von 149 ermittelt.
Abgesehen von Alaska handelt es sich dabei um das einzige Gebiet der Vereinigten Staaten, das nördlich einer geographischen Breite von 49° liegt.
Der Breitenkreis dieser Breite bildet westlich des Northwest Angles die Grenze zwischen Kanada und den Vereinigten Staaten, und zwar zwischen den US-Bundesstaaten Washington, Idaho, Montana, North Dakota und einem Teil Minnesotas einerseits sowie den kanadischen Provinzen British Columbia, Alberta, Saskatchewan und Manitoba andererseits. Weiter östlich reicht das US-amerikanische Staatsgebiet nicht so weit nach Norden. Die nordwestliche Ecke des Northwest Angle liegt bei 49° 23′ 4,1″ nördlicher Breite, 95° 09′ 12,2″ westlicher Länge.
Wie der Bundesstaat Alaska, Point Roberts in Washington und Elm Point in Minnesota kann der Northwest Angle vom Rest der Vereinigten Staaten nicht erreicht werden, ohne entweder durch kanadisches Staatsgebiet oder über ein Gewässer zu reisen; in diesem Falle handelt es sich um den Lake of the Woods.
Ein großer Teil des Gebiets gehört zur Red Lake Indian Reservation (Ojibwa); sie ist jedoch nicht dauerhaft bewohnt.

## Ursprung

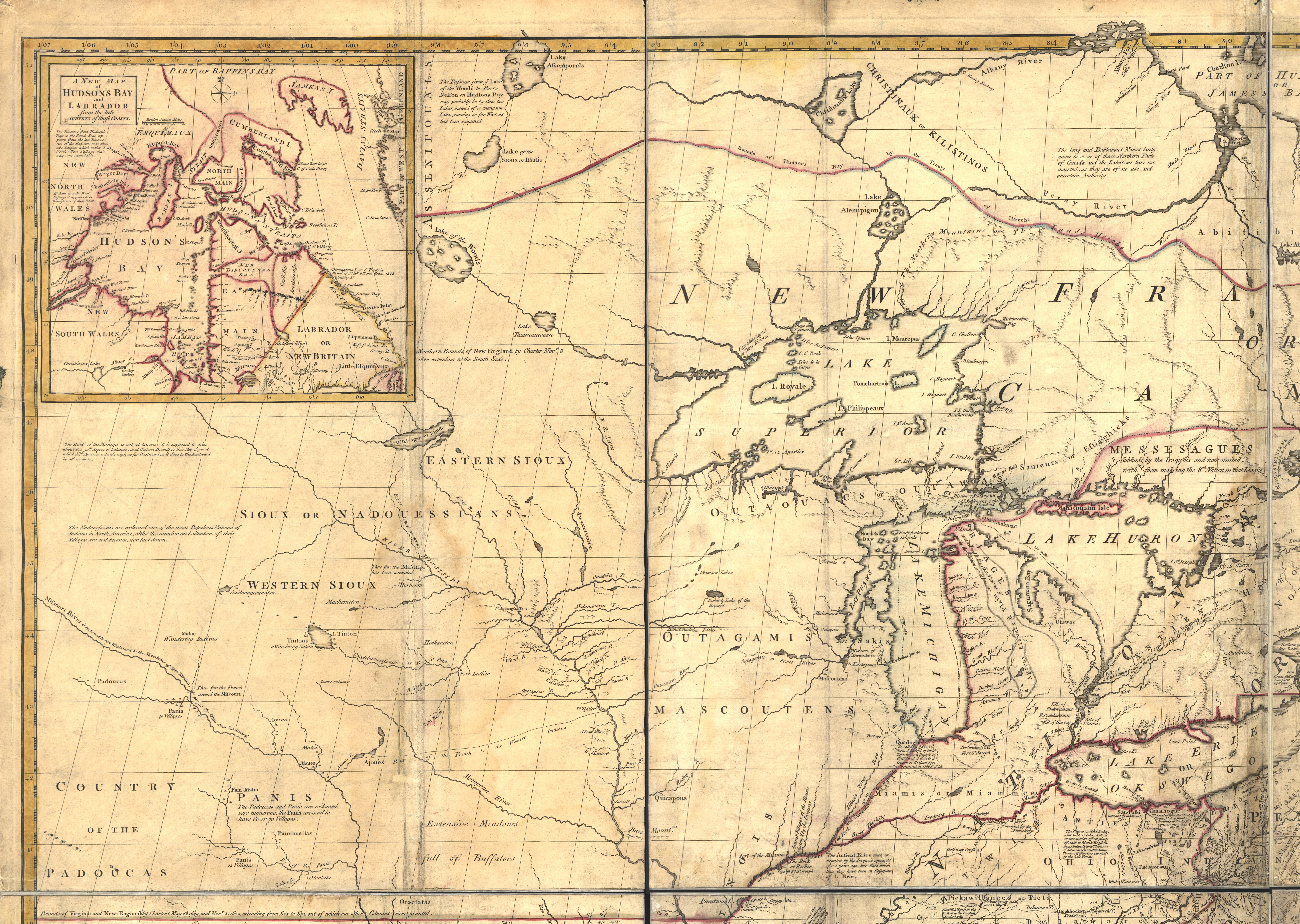
Nordwestteil der Mitchell-Karte (1755–1757)

Der Frieden von Paris (1783), der zwischen den Vereinigten Staaten und dem Königreich Großbritannien am Ende des Amerikanischen Unabhängigkeitskriegs geschlossen wurde, legte fest, dass der Mississippi in seiner Gesamtlänge die Westgrenze der unabhängig gewordenen Staaten sein sollte. Die Nordgrenze zwischen dem Gebiet der Vereinigten Staaten und den britischen Besitzungen in Nordamerika war ebenfalls durch Gewässer definiert. An ihrem westlichen Ende sollte sie „durch den Lake of the Woods zu seinem weitest nordwestlichen Punkt und dann von dort auf einem genau westlichen Kurs zum Mississippi River“ verlaufen. Die Vertragsparteien waren sich aber nicht bewusst, dass die Quelle des Mississippi, der damals den Europäern unbekannte Lake Itasca, südlich davon lag. Ein Grund für diese Fehlannahme war die Verwendung der Mitchell-Karte während der Vertragsverhandlungen. Diese Karte zeigt nämlich einen vermuteten Verlauf des Mississippi bis zum oberen Kartenrand beim 47. Breitengrad und enthält dort den Vermerk: „Die Quelle des Mississippi ist noch unbekannt. Man vermutet, dass er bis zum 50. Breitengrad und bis zum westlichen Rand dieser Karte hinaufreicht.“ Der Northwest Angle ist somit eine Folge der Unkenntnis der geographischen Gegebenheiten im 18. Jahrhundert. Mit dem Londoner Vertrag (1818) wurde der Fehler dadurch korrigiert, dass die Grenze von der Nordwestecke des Sees direkt nach Süden lief, bis sie den 49. Breitengrad erreichte, dem sie dann nach Westen folgte (da sich das US-Territorium durch den Louisiana Purchase 1803 nach Westen ausgedehnt hatte). Als Johann Ludwig Tiarks 1825 Vermessungen durchführte mit dem Ziel, die „Nordwestecke“ des unregelmäßig geformten Sees exakt festzulegen, stellte man fest, dass die von dort nach Süden führende Linie eine Bucht des Sees durchschneidet und deswegen zur Abtrennung des heute als Northwest Angle bekannten US-amerikanischen Territoriums führt. Die ebenfalls umstrittene Grenze zwischen dem Oberen See und dem Lake of the Woods konnte erst 1842, der Grenzverlauf innerhalb des Lakes of the Woods sogar erst 1925 geklärt werden.

## Geografie
Nach Angaben des United States Census Bureau umfasst das Gemeindegebiet eine Fläche von 1.544,5 km², davon sind 318,8 km² Land und 1.225,7 km² (79,36 %) entfallen auf Gewässer. Es beinhaltet mehrere Inseln sowie zwei Landzungen, die von Norden her über den 49. Breitengrad hinaus nach Süden reichen und deswegen zu den Vereinigten Staaten gehören, ohne mit diesen durch Landflächen verbunden zu sein. Diese beiden Gebiete befinden sich im äußersten Südwesten des Gemeindegebietes, südlich der südöstlichen Ecke der kanadischen Provinz Manitoba, nicht weit von der nordöstlichen Ecke des Roseau County entfernt. Beim United States Census 2000 betrug die Einwohnerzahl des Angles 152 Personen; davon lebten 118 auf dem Festland und 34 auf Inseln im Lake of the Woods. Alle bewohnten Inseln liegen nördlich des 49. Breitengrades. Die Landfläche besteht aus dem Hauptgebiet mit einer Fläche von 302,075 km², Inseln mit einer Gesamtfläche von 16,325 km² und den beiden Landzungen mit zusammen 0,408 km². Die Gemeinde verfügt über die letzte Schule mit nur einem Klassenzimmer in Minnesota. Der Grenzübergang ist unbesetzt. Die Reisenden, welche die einspurige geschotterte Straße in den Angle befahren, müssen ihre Zolldeklaration über das dort installierte Telefon den kanadischen oder US-amerikanischen Zollbehörden abgeben.

### Elm Point
Elm Point, Minnesota, im Lake of the Woods County ist eine kleine Landzunge südwestlich des Northwest Angle, die über den 49. Breitengrad hinaus nach Süden reicht und deswegen zu den Vereinigten Staaten gehört, ohne mit deren Staatsgebiet durch Landflächen verbunden zu sein.

### Buffalo Bay Point
Ungefähr einen Kilometer westlich von Elm Point liegt Buffalo Bay Point, eine andere, wenn auch deutlich kleinere technische Exklave. Sowohl Elm wie Buffalo Bay Point sind unbewohnt.

## Politik und populäre Kultur
Eine Abtrennung von den Vereinigten Staaten und Annektierung durch Kanada wurde von einigen Bewohnern gelegentlich vorgeschlagen, aber aufgrund der nichtdringlichen Natur der Sache, dem Fehlen an öffentlicher Unterstützung und wegen der US-amerikanischen Souveränitätsrechte wurde wenig unternommen. Im Januar 2019 wurde eine Petition initiiert, welche sich bei Erreichung des Quorums von 100.000 Unterzeichnern an den amerikanischen Kongress richtet und die Zuschlagung des Gebietes zu Kanada zum Ziel hat.
Der Autor Tim O’Brien hat die Gegend durch seinen Bestsellerroman In the Lake of the Woods bekannt gemacht.

## Demografische Daten
Nach der Volkszählung im Jahr 2010 lebten in der Angle Township 119 Menschen in 66 Haushalten. Die Bevölkerungsdichte betrug 0,4 Einwohner pro Quadratkilometer. In den 66 Haushalten lebten statistisch je 1,8 Personen. 
Ethnisch betrachtet bestand die Bevölkerung mit der Ausnahme eines einzigen amerikanischen Ureinwohners nur aus Weißen. 
10,1 Prozent der Bevölkerung waren unter 18 Jahre alt, 62,2 Prozent waren zwischen 18 und 64 und 27,7 Prozent waren 65 Jahre oder älter. 47,1 Prozent der Bevölkerung war weiblich.
Das mittlere jährliche Einkommen eines Haushalts lag bei 14.732 USD. Das Pro-Kopf-Einkommen betrug 19.924 USD. 75,9 Prozent der Einwohner lebten unterhalb der Armutsgrenze.